# أوبيليتش
أوبيليتش هي مدينة تقع في وسط كوسوفو, وتتبع مقاطعة بريشتينا. تضم بلدية أوبيليتش مدينة أوبيليتش بالإضافة إلى 19 قرية مجاورة. تقع أوبيليتش في الشمال الغربي من العاصمة بريشتينا ويزيد عدد سكانها عن 21.000 نسمة.

## الديموغرافيا
بلغ عدد سكان المدينة 21.548 وفقاً لإحصائية عام 2011, بينما كان عددهم زهاء 19.500 في عام 2008.
معظم السكان من أصول ألبانية (حوالي 15,000), كما يوجد سكان من أصول صربية وبوسنية وغيرها.

## اقرأ أيضا
- بريشتينا
- كوسوفو
- البلقان
- يوغسلافيا